# Associação Atlética Aparecidense
L'Associação Atlética Aparecidense, noto anche semplicemente come Aparecidense, è una società calcistica brasiliana con sede nella città di Aparecida de Goiânia, nello stato del Goiás.

## Storia
Il club è stato fondato il 22 ottobre 1985. L'Aparecidense ha vinto il Campeonato Goiano Terceira Divisão nel 2002 e il Campeonato Goiano Segunda Divisão nel 2010.
Nel 2021, il club riesce a vincere la Série D,  superando il Campinense.

## Palmarès

### Competizioni nazionali
- Campeonato Brasileiro Série D: 1

2021

### Competizioni statali
- Campeonato Goiano Segunda Divisão: 1

2010
- Campeonato Goiano Terceira Divisão: 1

2002

### Altri piazzamenti
- Campionato Goiano:

Secondo posto: 2014, 2018
- Copa Verde:

Semifinalista: 2016